# Adrien Le Gallo
Ne doit pas être confondu avec Adrien Gallo.
Pour les articles homonymes, voir Le Gallo.
Adrien Arthur Le Gallo, né le 15 décembre 1865 à Paris 18e et mort 13 janvier 1936 à Paris 9e, est un acteur français.

## Biographie
Au cinéma, il est apparu dans une vingtaine de films entre 1932 et 1936.
Mort à l'âge de 70 ans des suites d'une angine de poitrine, il était le mari de l'actrice Marguerite Templey depuis avril 1933.

## Théâtre
- 1902 : Chonchette (opérette), musique de Claude Terrasse, livret de Gaston Arman de Caillavet et Robert de Flers, théâtre des Capucines : Charles
- 1907 : Le Satyre de Georges Berr et Marcel Guillemaud, théâtre du Palais-Royal : Lucien Garidel
- 1908 : Madame Gribouille d'Adolphe Chennevière, théâtre du Palais-Royal : Lucien Fontal
- 1908 : L'Heure de la bergère de Maurice Ordonneau, théâtre du Palais-Royal : René Frobertville
- 1909 : Monsieur Zéro de Paul Gavault et André Mouëzy-Eon, théâtre du Palais-Royal : Boulard
- 1910 : Tais-toi mon cœur de Maurice Hennequin et Pierre Veber, théâtre du Palais-Royal : Savinien
- 1910 : Bigre !, revue de Rip et Jacques Bousquet, théâtre Fémina
- 1910 : L'Enfant du mystère d'Eugène Joullot et Alévy, théâtre du Palais-Royal : Montorgueil
- 1910 : Le Million de Georges Berr et Marcel Guillemaud, théâtre du Palais-Royal : Michel
- 1911 : Aimé des femmes de Maurice Hennequin et Georges Mitchell, théâtre du Palais-Royal : Blaise Pessac
- 1911 : Le Petit Café de Tristan Bernard, théâtre du Palais-Royal : Albert
- 1912 : La Présidente de Maurice Hennequin et Pierre Veber, théâtre du Palais-Royal : Cyprien Gaudet
- 1913 : Les Deux Canards de Tristan Bernard et Alfred Athis, théâtre du Palais-Royal : Lucien Gélidon
- 1914 : J'ose pas de Georges Berr, théâtre du Palais-Royal : Jules des Roncières
- 1917 : Le Compartiment des dames seules de Maurice Hennequin et Georges Mitchell, théâtre du Palais-Royal : Robert de Mérinville
- 1919 : Il était un petit « Home » d'Henri Duvernois, théâtre des Mathurins : Jean
- 1926 : Le Mage du Carlton de Léopold Marchand et Georges Dolley, Comédie-Caumartin : Dimonio

## Filmographie
- 1932 : Le Vainqueur de Hans Hinrich et Paul Martin : Monsieur Ponta
- 1932 : Amour... amour... de Robert Bibal : Monsieur Vander
- 1932 : La Belle Aventure de Roger Le Bon et Reinhold Schünzel : Monsieur Chartain
- 1932 : À moi le jour, à toi la nuit de Ludwig Berger et Claude Heymann : Monsieur Cruchod
- 1933 : Mariage à responsabilité limitée de Jean de Limur
- 1933 : Gonzague ou L'Accordeur de Jean Grémillon
- 1933 : Je suis un homme perdu de Edmond T. Gréville : Bertrand de l'Espinesse
- 1933 : Madame ne veut pas d'enfants de Constantin Landau et Hans Steinhoff : l'oncle Prosper
- 1933 : Les Surprises du sleeping de Karl Anton : le prince régent
- 1933 : Château de rêve de Géza von Bolváry et Henri-Georges Clouzot : le baron Billichini
- 1934 : La Jeune Fille d'une nuit (Die Töchter ihrer Exzellenz) de Reinhold Schünzel et Roger Le Bon : le comte Marenzi
- 1934 : Famille nombreuse d'André Hugon : l'inspecteur de l'hygiène
- 1935 : Léonie est en avance de Jean-Pierre Feydeau
- 1935 : La Clef des champs de Pierre-Jean Ducis
- 1935 : Jonny, haute-couture de Serge de Poligny : Dupont de Saint-Jean
- 1935 : Gangster malgré lui d'André Hugon
- 1935 : La Sonnette d'alarme de Christian-Jaque : Lepinchois
- 1935 : La Rosière des halles de Jean de Limur : Mathieu
- 1936 : Valse royale de Jean Grémillon : le roi Max de Bavière
- 1936 : Donogoo d'Henri Chomette et Reinhold Schünzel : Le Trouhadec
- 1936 : L'Agence Security d'Edmond T. Gréville - court métrage